# Таубаева, Шаркуль Таубаевна
Шаркуль Таубаевна Таубаева (17 сентября 1947) — советский и казахстанский специалист в области педагогической методики, педагогических инноваций, дидактики высшей школы. Доктор педагогических наук, профессор, академик Академии педагогических наук Казахстана, академик Международной академии педагогических наук, «Отличник народного просвещения Казахской ССР».

## Биография
Родился 17 сентября 1947 года на станции Аккум Жанакорганского района Кызылординской области.
С 1961 по 1965 год училась в женском педагогическом техникуме им. Маншук Маметовой по специальности «Педагог начальной школы». С 1965 по 1969 год с отличием окончила исторический факультет КазНПУ им. Абая.
В 2010—2011 учебном году прошла научную стажировку в лаборатории педагогических измерений Института теории и истории педагогики Российской академии образования как стипендиат Международной программы Президента РК «Болашак» по специальности "Педагогическая диагностика.
В 1992 году защитила кандидатскую диссертацию на тему: «Система деятельности институтов усовершенствования учителей по изучению, обобщению и распространению передового педагогического опыта» под руководством д.п.н., профессора Я. С. Турбовского. В 2001 году защитила докторскую диссертацию по тему: «Научные основы формирования исследовательской культуры учителя общеобразовательной школы».

## Трудовая деятельность
1. 1969—1971 — учитель начальных классов и истории школы интерната № 3 Жанакорганского района
2. 1971—1974 — аспирант Казахского педагогического института имени Абая
3. 1977—1986 — методист кабинета гуманитарных предметов, заведующая кабинетом внедрения передового опыта Центрального института усовершенствования учителей
4. 1986—1991 — младший научный сотрудник отдела информации, старший научный сотрудник сектора дидактики, ученый секретарь отдела координации НИИ педагогических наук имени И. Алтынсарина.
5. 1991—1993 — стр. препод. кафедры педагогики и психологии Центрального института усовершенствования учителей
6. 1993—1998 — ученый секретарь, заместитель директора Казахского института проблем образования имени И. Алтынсарина
7. 1998—2001 — докторант кафедры педагогики Алматинского педагогического университета имени Абая
8. 2001—2006 — доцент, профессор кафедры педагогики, руководитель центра стандартов, экспертизы и креативной информации Казахского национального университета имени Аль-Фараби
9. 2006—2008 — декан факультета педагогики и психологии Казахского государственного женского педагогического институт
10. 2008—2010 — проректор по учебно-методическому работе ЖенПУ
11. С 2011 г. по наст.время — профессор кафедры педагогики и образовательного менеджмента Казахского национального университета имени Аль-Фараби

## Научная деятельность
Автор более 400 научных работ. Под ее руководством защищено 8 докторских, 14 кандидатских, 6 PhD, 25 магистерских диссертаций. Оппонировала 50 диссертационных работ.
• Патенты:
1. A. c. 006747 PK, «Исследовательская культура учителя: от теории к практике» / Ш. Таубаева. — № 2520 ; заявл. 08.09.2016 опубл. 28.11.2016.
2. А. с. 003557 РК, «Методология и методика дидактического исследования» / Ш. Таубаева. — № 0143 ; заявл. 16.02.2015 опубл. 20.01.2016.
• Научные труды
1. «Исследовательская культура учителя: методология, теория и практика формирования»: Монография (2000)
2. «Исследовательская культура учителя: от теории к практике»: Монография (2001)
3. «Методология общей и этнической педагогики в логико-структурных схемах» Учебное пособие (2005)
4. «Введение в методологию и методику педагогического исследования»: Учебное пособие (2007)
5. «Организация и проведение самостоятельной работы слушателей адъюнктуры» Учебное пособие (2008)
6. «Методология и методика педагогического исследования: в помощь начинающему исследователю»: Учебное пособие (2009)
7. «Социальная педагогика»: Учебник (2012)
8. «Преподаватель и кафедра исследовательских университетов готовность коллектива к инновационной деятельности»: методическая инструкция (2013)
9. «Методология и методика дидактического исследования»: Учебное пособие (2015)
10. «Методология и методика педагогического исследования»: Учебное пособие (2015)
11. «Әдебиеттік оқу»: хрестоматия (2015)
12. «Методология педагогики»: Учебное пособие (2016)
13. «Исследовательская культура учителя: от теории к практике» Монография (2016)
14. «Философия и методика педагогики»: Учебник (2016)
15. «Профессиональная самореализация учителей общеобразовательных школ: инновационный аспект»: Монография (2017)
16. «Философия и методология педагогики: научные школы стран СНГ и Республики Казахстан»: Хрестоматия (2017)
17. «Методология и методы педагогического исследования»: Учебник (2019)
18. «Интенсивные образовательные технологии и их применение начинающими преподавателями вуза»: Учебно-методическое пособие (2020) и др.

## Награды и звания
1. Доктор педагогических наук (2002)
2. Профессор (2006)
3. Академик Академии педагогических наук Казахстана (2005)
4. Академик Международной академии педагогических наук (2009)
5. «Отличник народного просвещения Казахской ССР» (1982)
6. Нагрудный знак «За заслуги в развитии науки в Республике Казахстан» (2007)
7. Нагрудной знак «25 лет войскам правопорядка Республики Казахстан» (2017)